# Hayden Stoeckel
Hayden Stoeckel (Renmark (Zuid-Australië), 10 augustus 1984) is een Australisch zwemmer. Stoeckel vertegenwoordigde Australië op de Olympische Zomerspelen 2008 in Peking en op de Olympische Zomerspelen 2012 in Londen.

## Carrière
Stoeckel maakte zijn internationale debuut op de Pan Pacific kampioenschappen zwemmen 2006 in Victoria. In Canada bereikte hij de vijfde plaats op de 200 meter rugslag, op de 100 meter vrije slag en de 100 meter rugslag strandde hij in de series. 
Op de wereldkampioenschappen zwemmen 2007 in Melbourne nam Stoeckel deel aan alle rugslag afstanden. Op de 100 meter werd hij uitgeschakeld in de halve finales, op de 50 en de 200 meter in de series. Daarnaast hielp hij als startzwemmer de Australische 4x100 meter wisselslag ploeg naar de finale, daarin werd hij vervangen door Matt Welsh.
Tijdens de Australische zwemkampioenschappen in maart 2008, tevens de trials voor de Olympische Spelen, plaatste Stoeckel zich op de 100 en 200 meter rugslag voor de Olympische Zomerspelen 2008 in Peking. Op de Spelen eindigde hij gedeeld derde, met de Rus Arkadi Vjatsjanin, op de 100 meter rugslag. Op de 200 meter rugslag behaalde de Australiër een zesde plaats en op de slotdag pakte hij samen met Brenton Rickard, Andrew Lauterstein en Eamon Sullivan het zilver op de 4x100 meter wisselslag. 

### 2009-heden
Stoeckel moest zich vanwege een schouderblessure afmelden voor de wereldkampioenschappen zwemmen 2009 in Rome.
Tijdens de Pan Pacific kampioenschappen zwemmen 2010 in Irvine eindigde de Australiër als zesde op de 100 meter rugslag, op de 50 en de 200 meter rugslag strandde hij in de series. Op de Gemenebestspelen 2010 in Delhi veroverde hij de zilveren medaille op de 50 meter rugslag, op de 200 meter rugslag werd hij uitgeschakeld in de series.
In Shanghai nam de Australiër deel aan de wereldkampioenschappen zwemmen 2011, op dit toernooi strandde hij in de halve finales van zowel de 50 als de 100 meter rugslag. Op de 4x100 meter wisselslag legde hij samen met Brenton Rickard, Geoff Huegill en James Magnussen beslag op de zilveren medaille.
Tijdens de Olympische Zomerspelen van 2012 in Londen eindigde Stoeckel als zevende op de 100 meter rugslag, samen met Christian Sprenger, Matt Targett en James Magnussen sleepte hij de bronzen medaille in de wacht op de 4x100 meter wisselslag.

## Internationale toernooien
| Jaar | Olympische Spelen                                  | WK langebaan                                                                                              | WK kortebaan  | PanPacs                                              | Gemenebestspelen               |
| ---- | -------------------------------------------------- | --- | ------------- | ---------------------------------------------------- | ------------------------------ |
| 2006 |                                                    | | geen deelname | 48e 100m vrije slag 19e 100m rugslag 5e 200m rugslag | geen deelname                  |
| 2007 |                                                    | 21e 50m rugslag · 16e 100m rugslag · 24e 200m rugslag · 4x100m wisselslag · Stoeckel zwom enkel de series |               |                                                      |                                |
| 2008 | 100m rugslag · 6e 200m rugslag · 4x100m wisselslag | | geen deelname |                                                      |                                |
| 2009 |                                                    | geen deelname                                                                                             |               |                                                      |                                |
| 2010 |                                                    | | geen deelname | 19e 50m rugslag 6e 100m rugslag 17e 200m rugslag     | 50m rugslag · 10e 200m rugslag |
| 2011 |                                                    | 10e 50m rugslag · 9e 100m rugslag · 4x100m wisselslag                                                     |               |                                                      |                                |
| 2012 | 7e 100m rugslag · 4x100m wisselslag                | | geen deelname |                                                      |                                |

## Persoonlijke records
Bijgewerkt tot en met 17 oktober 2010

### Kortebaan
| Afstand      | Tijd    | Datum             | Plaats    |
| ------------ | ------- | ----------------- | --------- |
| 50m rugslag  | 23,89   | 17 oktober 2010   | Singapore |
| 100m rugslag | 51,40   | 16 oktober 2010   | Singapore |
| 200m rugslag | 1.56,02 | 25 september 2004 | Brisbane  |

### Langebaan
| Afstand      | Tijd    | Datum            | Plaats |
| ------------ | ------- | ---------------- | ------ |
| 50m rugslag  | 25,06   | 16 maart 2010    | Sydney |
| 100m rugslag | 52,97   | 11 augustus 2008 | Peking |
| 200m rugslag | 1.56,39 | 15 augustus 2008 | Peking |